# 상주 견씨
상주 견씨(尙州甄氏)는 경상북도 상주시를 본관으로 하는 한국의 성씨이다.
시조인 아자개는 후백제를 세운 견훤의 아버지로, 본래 성이 이씨(李氏)이다.
상주 가은현 사람으로 훗날 지방 호족으로 성장했다.

## 참고 자료
- “상주견씨(尙州甄氏)”. 뿌리를 찾아서.[깨진 링크(과거 내용 찾기)]